# Jim Hart (giocatore di football americano)
James Warren Hart (Evanston, 29 aprile 1944) è un ex giocatore di football americano statunitense che ha giocato nel ruolo di quarterback nella National Football League (NFL). Al college giocò a football alla Southern Illinois University Carbondale.

## Carriera professionistica
Dopo non essere stato scelto nel Draft NFL 1966, Hart firmò coi St. Louis Cardinals, con cui rimase per ben 17 stagioni e di cui è ancora il primatista di tutti i tempi per yard passate in carriera e passaggi da touchdown. Dal 1974 al 1976 guidò la squadra a tre stagioni consecutive con almeno dieci vittorie e a due titoli di division, venendo convocato per quattro Pro Bowl consecutivi dal 1974 al 1977. In una gara del 1977 subì cinque intercetti, all'epoca la peggior prestazione di sempre per un giocatore della lega. Si ritirò dopo aver disputato l'ultima stagione della carriera nel 1984 con i Washington Redskins.

## Vittorie e premi
- Convocazioni al Pro Bowl: 4

1974, 1975, 1976, 1977
- Second-team All-Pro: 1

1974

## Statistiche
| Yard lanciate     | 34.665 |
| Touchdown         | 209    |
| Intercetti subiti | 247    |
| Passer rating     | 66,6   |